# Făuritorii de arme
Făuritorii de arme (titlu original The Weapon Makers) este un roman science fiction scris de A. E. van Vogt.
Romanul a fost serializat inițial în revista Astounding Science Fiction, între februarie și aprilie 1943. A apărut în volum în 1947, într-un tiraj de 1.000 de exemplare. În 1952 a fost revizuit, toate edițiile ulterioare reproducând această versiune.
Acțiunea se petrece la șapte ani după evenimentele din Arsenalele din Isher (1951), deși romanul a fost serializat înaintea unora dintre povestirile care compun "Arsenalele". 

## Intriga

Coperta romanului The Weapon Makers din 1952

Căpitanul Robert Hedrock este un om al Arsenalelor. Acuzat de către Împărăteasa Innelda că spionează pentru acestea, încercând să submineze dinastia Isher, este condamnat la moarte. Hedrock reușește totuși să o convingă că bănuielile ei sunt nejutificate. Imediat după eliberare, căpitanul este dus în fața Consiliului Arsenalelor. Făuritorii de arme îl acuză că face un joc dublu, deoarece au dovezi că a reușit să păcălească toate sistemele lor de monitorizare. Condamnat și de ei la moarte, Hedrock reușește să le scape folosindu-se de armele secrete pe care le posedă.
Căutând să afle cum ajunseseră Făuritorii de arme să îl suspecteze, Hedrock îl întâlnește pe Daniel Neelan, al cărui frate geamăn, Gilbert, a dispărut. Acesta lucrase pentru savantul Kershaw, care încerca să descopere propulsia interstelară, dar a dispărut și el.
Mergând pe filiera oferită de Daniel, Hedrock încearcă să descopere misterul dispariției celor doi. Astfel, ajunge să se angajeze la un anume domn Greer, a cărui casă se dovedește a fi o navă spațială, căreia Hedrock trebuie să îi pună în funcțiune motoarele atomice. Căpitanul bănuiește că Greer a revenit pe Pământ cu nava cu care plecaseră Gilbert și Kershaw. Drept urmare, preia controlul navei de la Greer și plănuiește să pună motoarele în funcțiune, pentru a pleca în spațiu, în căutarea celor doi. Planul îi este dat peste cap de atacul întreprins de armata Împărătesei din Isher, Innelda, care vrea să distrugă nava, pentru ca secretul zborului interstelar să nu cadă în mâna Arsenalelor. Dacă zborul interstelar ar ajunge la dispoziția tuturor, oamenii ar pleca spre stele și atunci supremația casei Isher s-ar destrăma, deoarece nu ar putea administra un imperiu întins printre stele. Hedrock evadează în ultima clipă cu ajutorul navetei de salvare, care îl duce departe în spațiu.
Aici este capturat de niște ființe-păianjen, rămășițe ale unei civilizații distruse, care studiază oamenii pentru a le înțelege comportamentul. Aceste ființe sunt total lipsite de empatie și, ca atare, capacitatea lor de a înțelege rațional acțiunile umane este sortită eșecului. Cu ajutorul lor, Hedrock află că Gilbert, Kershaw și ceilalți membri ai echipajului navei au fost abandonați de Greer pe o planetă.
Revenit pe Pământ, Hedrock începe să devasteze orașele cu ajutorul unui uriaș realizat prin intermediul tehnologiei pe care o are la dispoziție, pentru a o forța pe Innelda să treacă la acțiuni ferme. Soluția găsită de Împărăteasă este aceea de a-l lua de soț, în secret, lucru care stârnește curiozitatea Făuritorilor de arme. Aceștia încep o investigație în urma căreia află adevărul și, dornici să îl ucidă pe Hedrock, năvălesc în palat.
Hedrock se lasă capturat, deoarece scopul său este dărâmarea întregii structuri de conducere a Arsenalelor. Se dovedește astfel că el este un nemuritor, care a păstrat puterea casei Isher timp de secole și, de asemenea, a ajutat Arsenalele să fie opoziția care să asigure contraponderea necesară unei bune conduceri a Imperiului. Aflat în posesia unui dispozitiv care îi permite să treacă prin obiecte și a unuia care îi permite să se miște prin timp, Hedrock îi obligă pe membrii Consiliului Făuritorilor de arme să îi accepte condițiile și să demisioneze. Între timp, pentru a-l salva de ceea ce ea credea că este condamnarea lui la moarte, Împărăteasa este dispusă să dezvăluie Arsenalelor secretul zborului interstelar.
Ultimul lucru pe care mai trebuie să îl facă Hedrock este să îndepărteze ființele-păianjen de rasa umană, pentru că ele constituie un pericol potențial. Dar, pe lângă asta, Hedrock află de la un negatist (un om care poate prevedea viitorul, în anumite limite), că Împărăteasa Innelda este sortită să moară la naștere, lucru care ar putea pune în primejdie continuitatea liniei casei Isher.

## Traduceri în limba română
- 1992 - Făuritorii de arme, ed. Nemira, Colecția "Nautilus" nr. 3, traducere Andrei Bantaș, 192 pag., ISBN 973-95576-6-X
- 2007 - Arsenalele din Isher. Făuritorii de arme, ed. Antet, traducere Oana Negureanu, 288 pag., ISBN 973-8058-01-5

## Istoria publicării
- 1947 — USA, Providence, R.I.: The Hadley Publishing Co., 224p. (textul serialului original din 1943)
- 1952 — USA, Greenberg, 220p. (versiune revizuită, folosită în edițiile ulterioare)
- 1954 — UK, Weidenfeld & Nicolson,  224p. (prima ediție britanică)
- 1955 — USA, Ace Double, sub titlul One Against Eternity
- 1970 — UK, London: New English Library, 141p.